# SubRip
SubRip es un software libre y de código abierto para Windows cuya función principal es "ripear" o extraer los subtítulos y sus tiempos de sincronización de un vídeo. Es distribuido bajo la licencia GPL. SubRip también es el nombre de un formato de subtítulos creado por este software cuya extensión es .srt. Este formato está muy extendido y es soportado por la mayoría de reproductores multimedia que permiten mostrar subtítulos.

## Historia
En 1999 el programador francés Brain comenzó el proyecto SubRip. La primera versión fue SubRip 0.5 beta lanzada el 3 de marzo de 2000. Todas las versiones programadas por Brain fueron versiones beta escritas en el lenguaje de programación Delphi 5. La última versión fue SubRip 0.97 beta lanzada el 8 de septiembre de 2001. Brain abandonó el desarrollo y después de algunas peticiones de la comunidad GNU/Linux, liberó el código fuente bajo la licencia GPL.
Después de 7 semanas de desarrollo, T.V. Zuggy y Guimli lanzaron su propia versión del programa, SubRip 0.98. Después ai4spam se unió al desarrollo. El programador principal, ai4spam, anunció en octubre de 2006 que dejaba el proyecto después de la última versión. La última versión es la 1.50 beta 4 que fue lanzada el 7 de octubre de 2006. Durante el desarrollo el código fuente fue portado a Delphi 7 y después a Delphi 2005.

## Software SubRip
Usando técnicas OCR, SubRip puede extraer el texto y los tiempos de sincronización de archivos de vídeo DVDs, para posteriormente, guardalo en formato SubRip (.srt). 
Opcionalmente también puede guardar los subtítulos reconocidos como mapas de bits para posteriormente superponerlos en un archivo de vídeo.  En la práctica, utilizar el programa puede ser complicado ya que es necesario configurar el codec de vídeo adecuado y luego "enseñar" al programa a reconocer los subtítulos mediante la selección de áreas de texto, fuentes, estilos, colores y otras opciones. 
Después de configurarlo correctamente SubRip es capaz de automatizar el proceso y extraer los subtítulos para todo el vídeo.
SubRip usa AviSynth para extraer los frames del vídeo original. Puede "ripear" los subtítulos de vídeos en formatos soportados por este programa.

## Formato de archivo SubRip

### Especificaciones
Los archivos SubRip son nombrados con la extensión .srt y contienen texto llano con formato. El formato de archivo SubRip es probablemente el más básico de todos los formatos de subtítulos.
La estructura de cada subtítulo es la siguiente:
Número de subtítulo (En orden secuencial empezando en 1 para el primer subtítulo)
Tiempo inicial --> Tiempo final (En formato horas:minutos:segundos,milisegundos)
Texto del subtítulo (Puede incluir una o varias líneas separadas por un salto de línea)
Línea en blanco (Suele emplearse CRLF como salto de línea)
También existen formas no oficiales de agregar estilos al texto de los subtítulos:
Negrita: En formato <b>texto</b> o {{b}}texto{{/b}}
Cursiva: En formato <i>texto</i> o {{i}}texto{{/i}}
Subrayado: En formato <u>texto</u> o {{u}}{{/u}}
Colores: En formato <span style="color:nombre o clave del color;"></span>

### Ejemplo de archivo SubRip (.srt)
```
1
00:00:00,394 --> 00:00:03,031
<i>Anteriormente en
<span style="color:#FE00FE;">“Sons of Anarchy”</span></i>

2
00:00:03,510 --> 00:00:05,154
Ponte esto. Ayudará.

3
00:00:05,274 --> 00:00:07,021
Estoy bien sin él.

4
00:00:08,099 --> 00:00:12,357
Se vengó de la persona equivocada.
Y ahora tiene a mi hijo.

5
00:00:12,477 --> 00:00:14,127
Sabemos que tiene un pasaporte falso.

6
00:00:14,522 --> 00:00:16,207
Está de vuelta en Belfast.

```

### Compatibilidad
El formato de archivo SubRip (.srt) es soportado por la mayoría de reproductores multimedia que permiten mostrar subtítulos. Para que esto sea posible, normalmente se han  de activar los subtítulos (o pulsar el botón subtítulos) en el mando a distancia de los equipos reproductores de video, de forma similar a como se hace en los DVDs. Asimismo, el archivo de subtítulos (.srt) se debe llamar igual que el que contiene el video.
En Windows los reproductores que no soportan la reproducción de subtítulos de forma directa, pueden usar el filtro VSFilter de DirectX para mostrar subtítulos SubRip y otros formatos de subtítulos.
El formato SubRip también se soporta por muchas herramientas de creación y edición de subtítulos 
y algunos reproductores multimedia domésticos.
En agosto de 2008, YouTube añadió soporte para subtítulos en su reproductor de vídeos y los productores de contenidos pueden subir subtítulos en formato SubRip.

### Conversión
Existen muchos software para hacer la conversión entre diferentes formatos de subtítulos, pero debido a la simplicidad del proceso es común encontrar scripts para tales fines. El siguiente script en Python convierte un subtítulo en formato SubRip (.srt) al formato MicroDVD (.sub) :
```
import
 
sys
,
string
,
re

framerate
 
=
 
23.976

if
(
len
(
sys
.
argv
)
<
2
):

   
print
 
'usage: 
%s
 input'
%
(
sys
.
argv
[
0
])

   
sys
.
exit
(
0
)

name
 
=
 
sys
.
argv
[
1
]

if
 
name
[
-
4
:]
 
==
 
'.srt'
:

    
name
 
=
 
name
[:
-
4
]

infile
 
=
 
'
%s
.srt'
%
(
name
)

outfile
 
=
 
'
%s
.sub'
%
(
name
)

fin
 
=
 
open
(
infile
,
'r'
)

fout
 
=
 
open
(
outfile
,
'w'
)

subtitle_count
 
=
 
1

read_mode
 
=
 
0

read_buffer
 
=
 
[]

html_re
 
=
 
re
.
compile
(
r
'<.*?>'
)

for
 
line
 
in
 
fin
:

   
line
 
=
 
line
.
strip
()

   
if
 
(
read_mode
 
==
 
0
)
 
and
 
(
string
.
find
(
line
,
str
(
subtitle_count
))
 
>=
0
 
):

      
read_mode
 
=
 
1

      
continue

   
if
 
(
read_mode
 
==
 
1
):

      
starttime
 
=
 
60
*
60
*
int
(
line
[:
2
])
 
+
 
60
*
int
(
line
[
3
:
5
])
 
+
 
int
(
line
[
6
:
8
])
 
+
 
int
(
line
[
9
:
12
])
/
1000.0

      
stoptime
 
=
 
60
*
60
*
int
(
line
[
17
:
2
+
17
])
 
+
 
60
*
int
(
line
[
3
+
17
:
5
+
17
])
 
+
 
int
(
line
[
6
+
17
:
8
+
17
])
 
+
 
int
(
line
[
9
+
17
:
12
+
17
])
/
1000.0

      
read_mode
 
=
 
2

      
continue

   
if
 
(
read_mode
 
==
 
2
):

      
if
 
(
line
 
==
 
''
):

         
read_mode
 
=
 
0

         
write_str
 
=
 
'{
%d
}{
%d
}
%s%s
'
%
(
starttime
*
framerate
,
stoptime
*
framerate
,
'|'
.
join
(
read_buffer
),
'
\n
'
)

         
write_str
 
=
 
html_re
.
sub
(
''
,
write_str
)

         
fout
.
write
(
write_str
)

         
read_buffer
 
=
 
[]

         
subtitle_count
 
+=
 
1

         
continue

      
read_buffer
 
+=
 
[
line
]

   

fin
.
close
()

fout
.
close
()

```